# 강동초등학교 (울산)
강동초등학교는 대한민국 울산광역시 북구 산하동에 있는 공립 초등학교이다. 원래 위치는 북구 무룡로 1119-6 (정자동 321)에 있었으며, 인근 강동산하지구 도시개발사업으로 인해 2015년 지금의 위치로 이전하였다.

## 학교 연혁
- 1927년 11월 11일 강동공립보통학교(4년제 2학급) 개교설립인가 5월 7일
- 1938년 4월 1일 강동공립심상소학교(6년제) 개칭[3]
- 1941년 4월 1일 강동공립국민학교 개칭[4]
- 1950년 4월 1일 강동국민학교로 개칭
- 1981년 3월 10일 병설유치원 개원
- 1996년 3월 1일 강동초등학교로 개칭[5]
- 1999년 3월 1일 무룡분교장, 신명분교장 통폐합
- 2003년 3월 14일 다목적 교실 동나루 개관
- 2004년 9월 23일 강동 디지털도서관 개관
- 2010년 2월 2일 동나루 증축공사 완공
- 2015년 5월 7일 통합이전 개교(초등 15학급, 유치원 4학급)[1][2]
- 2019년 2월 15일 제90회 졸업 108명(졸업생 총 6,128명)
- 2019년 3월 1일 초등 46학급(특수 1학급) 편성
- 2019년 3월 1일 제32대 문호석 교장 부임
- 2019년 12월 27일 제91회 졸업 163명(누계 6,291명)[6]
- 2020년 3월 1일 초등 50학급(특수 1학급) 편성
- 2020년 8월 5일 급식소 증설 및 5층 증축 준공
- 2021년 2월 5일 제92회 졸업 165명(졸업생 총6,457명)
- 2021년 2월 19일 학교 공간 혁신 사업 준공(3개소)
- 2021년 3월 1일 제33대 서영택 교장 취임
- 2021년 3월 1일 초등 59학급(특수 1학급) 편성
- 2022년, 2023년 체육 교과 연구학교 운영
- 2024년 3월 1일 제34대 이영미 교장 취임
- 2025년 1월 10일 제96회 졸업 269명(졸업생 총 7,351명)
- 2025년 3월 1일 61학급(특수3학급) 편성

## 학교 상징
- 교화(校花) - 장미 : 장미는 빛깔과 향기가 뛰어나며 생명력이 강하므로 꿋꿋하고 밝은 모습으로 자라나는 강동 어린이를 나타냄
- 교목(校木) - 소나무 : 우리 민족의 오랜 역사 속에서 늘 함께 해 온 소나무처럼 강동 어린이들이 역사속의 큰 인물로 자라라는 뜻임

## 이전 이후
이전 이후, 옛 강동초등학교 자리에는 울산인성교육센터가 2016년에 개원하였다.

## 참고 자료
- 강동초등학교 - 한국교육학술정보원 학교알리미